# Ouragan Paulette (2020)
L’ouragan Paulette est la dix-septième dépression tropicale, la seizième tempête nommée et le sixième ouragan de la saison cyclonique 2020 dans l'océan Atlantique. Il s'est développée à partir d'une onde tropicale le 2 septembre et qui est devenue une dépression tropicale le 7 septembre à plus de 1 500 km à l'ouest des îles du Cap-Vert. En raison de conditions relativement favorables, Paulette s'est transformée en tempête tropicale le même jour mais ensuite une augmentation du cisaillement du vent l'a maintenu à ce niveau alors qu'elle se déplaçait lentement vers le nord-ouest.
Paulette s'est soudainement renforcé pour devenir une forte tempête tropicale le 11 septembre mais il a fallu attendre à 3 h UTC le 13 septembre pour que le système devienne un ouragan de catégorie 1 en direction des Bermudes. Par la suite, Paulette s'est régulièrement intensifiée alors que le cisaillement des vents diminuait. Elle est passée sur les Bermudes la nuit du 13 au 14 septembre passant à la catégorie 2 en quittant l'archipel. Après cela, la trajectoire de l'ouragan s'est incurvé vers le nord-est en suivant la bordure sud du Gulf Stream. Il est devenu un cyclone extratropical intense à plusieurs centaines de kilomètres à l'est-sud-est de Terre-Neuve le 16 septembre avant de faiblir et de tourner vers le sud pour passer sur l'ouest des Açores quelques jours plus tard. Continuant vers le sud, les restes de Paulette se sont réactivés sur des eaux plus chaudes à près de 500 km au sud des Açores le 22, se dirigeant vers l'est. Le 23, elle est à nouveau déclarée comme dépression résiduelle au sud-est des Açores.
Les dégâts furent minimaux au Bermudes et aucun décès ne fut rapporté. Un décès indirect par noyade, due à la houle cyclonique, s'est produit au New Jersey.

## Évolution météorologique

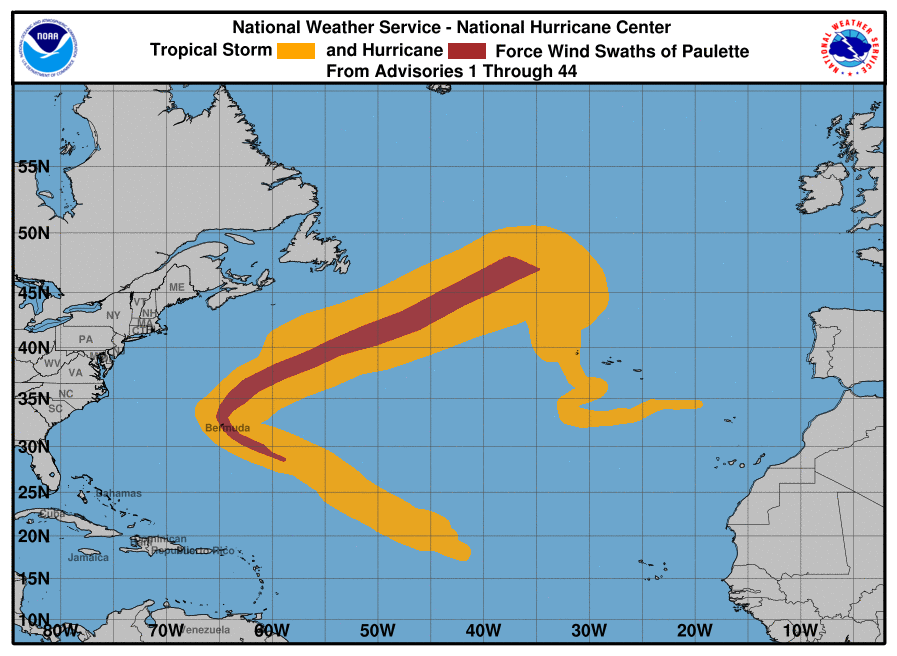
Corridor de vent de l'ouragan Paulette (2020) : force de tempête tropicale (orange) et d'ouragan (rouge).

Le 2 septembre, une onde tropicale est sortie de la côte ouest-africaine. Elle est passée au sud des îles du Cap-Vert et le 5, la probabilité de développement tropical était de 80 %. À 3 h UTC, le 7 septembre, une zone de basse pression associée à  l'onde tropicale a été désignée comme la dépression tropicale Dix-sept, alors qu'elle était située à 1 865 km à l'ouest des Îles du Cap-Vert. À 15 h UTC, la dépression s'est intensifiée en tempête tropicale, à laquelle le NHC attribua le nom Paulette. Elle était alors située à 1 940 km à l'ouest de l'archipel. Par la suite, le cisaillement des vents en altitude ne lui permit qu'une intensification très lente dans une déplacement lent vers le nord-ouest.
À 3 h UTC le 12 septembre, le service météorologique des Bermudes a émis une veille de tempête tropicale alors que la trajectoire prévue de Paulette l'amenait directement vers l'archipel dans les 48 heures suivantes. À 21 h UTC, la veille fut transformée en alerte d'ouragan. À 3 h UTC le 13 septembre, le rapport provenant d'un avion de reconnaissance permit de déterminer que Paulette était devenu le sixième ouragan de la saison, alors qu'il se dirigeait toujours vers les Bermudes, à 615 km au sud-est de l'archipel.
Paulette a commencé a affecter les Bermudes le soir du 13 septembre et son œil est entré sur l'archipel à 6 h UTC le 14 septembre (2 h locales). Ses vents soutenus étaient alors de 140 km/h. Il a traversé l'archipel tout en se renforçant et il l'a quitté avec des vents de 155 km/h et une pression centrale de 970 hPa à 12 h UTC, ce qui en faisait un ouragan de catégorie 2 alors qu'il était situé à 65 km au nord de celui-ci. L'ouragan a atteint des vents soutenus maximum de 170 km/h et un pression minimale de 965 hPa à 18 h UTC, soit juste sous la catégorie 3, à 180 km au nord des Bermudes. Par la suite, le système s'est légèrement affaibli en accélérant vers le nord-est.

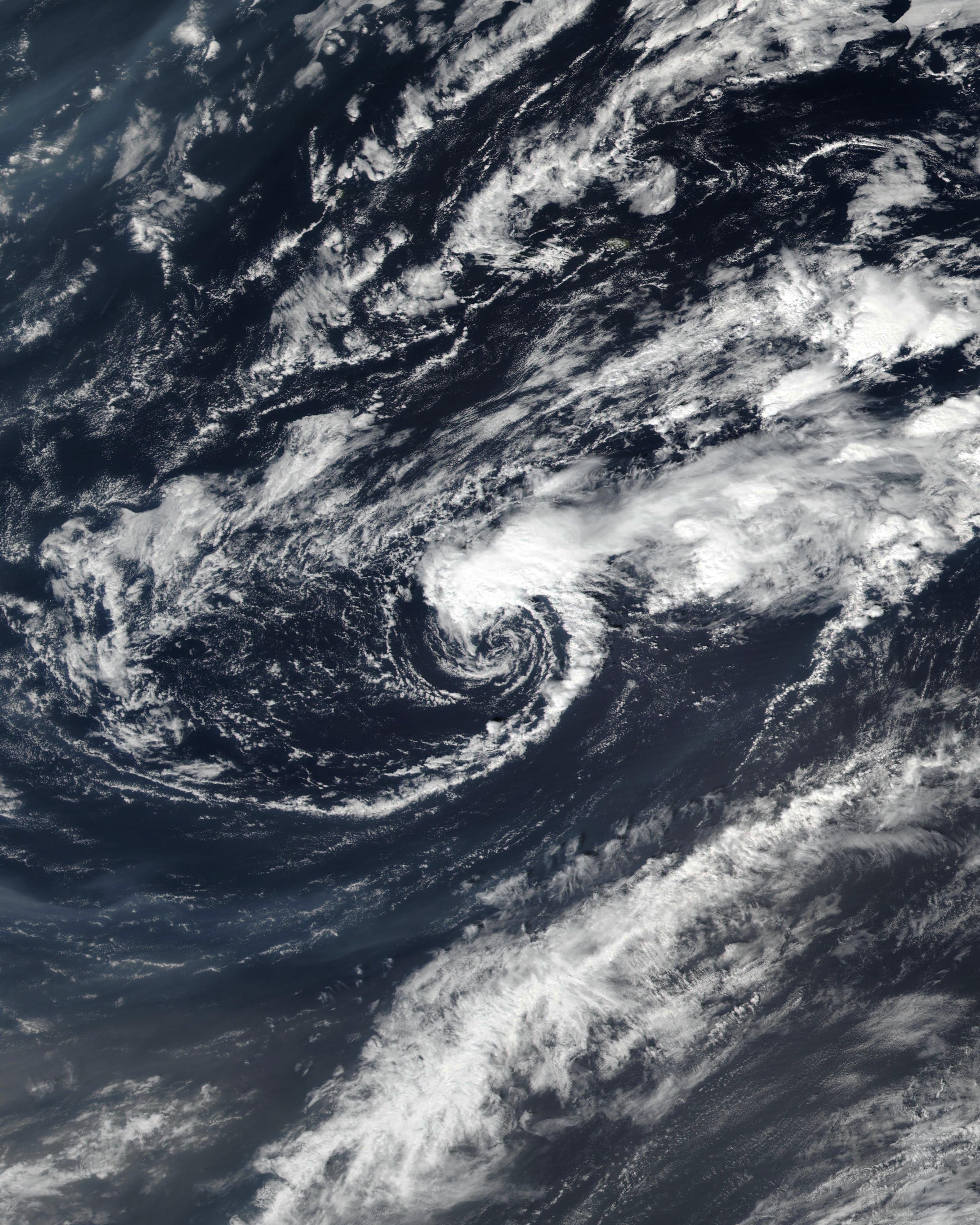
L'ex-Paulette le 21 septembre en voie de redevenir une tempête tropicale.

À 9 h UTC le 16 septembre, Paulette était de moins en moins tropicale selon les images du satellite météorologique montrant que le centre de bas niveau était déconnecté au sud de la zone principale de nuages et qu'une zone barocline s'en approchait. Elle se situait alors à 620 km à l'est-sud-est du cap Race, Terre-Neuve. À 15 h UTC, Paulette était rendue à 725 km à l'est-sud-est du cap Race et avait perdu son caractère tropical en passant sur des eaux plus froides. Le NHC l'a déclaré un fort cyclone extratropical ayant encore des vents soutenus de 140 km/h qui devait diminuer d'intensité et cessa ses bulletins. L'ex-Paulette produisait une vaste zone de houle cyclonique, avec des vagues allant jusqu'à 50 pieds près de son centre, qui radiaient jusqu'aux provinces de l'Atlantique du Canada, aux Bermudes et à certaines parties de la côte est des États-Unis.
La tempête post-tropicale a continué un autre 24 heures vers l'est-nord-est. Elle a ensuite tourné graduellement vers le sud tout en devenant une faible dépression passant sur l'extrême ouest des Açores le 19 septembre. Cette dépression résiduelle a continuée vers le sud-est et le NHC lui donna une probabilité de redevenir un système tropical, à cause de la chaude température de la surface de le mer, qui augmenta régulièrement pour atteindre à 80 % en fin de journée du 21 septembre.
À 3 h UTC, le 22 septembre, les restants post-tropicaux de Paulette se sont réorganisés en tempête tropicale, à 480 km au sud-sud-est des Açores. Vingt-quatre heures plus tard, le système est redevenu post-tropical en passant sur des eaux plus froides et subissant un fort cisaillement des vents en altitudes à 720 km à l'est-du-est des Açores. Le NHC a donc cessé d'émettre des bulletins pour cette ex-Paulette alors qu'elle devait errer quelques jours entre Madère et les Açores. Le NHC n'excluait pas une possibilité de reformation pour Paulette mais elle s'est avérée nulle,.

## Impact
Les vents soutenus ont atteint plus de 100 km/h sur les Bermudes. À 4 h UTC, une station d'observation au Musée national des Bermudes a signalé des rafales à 138 km/h. À 6 h UTC, le NHC rapportait que les communications Internet avec le Service météorologique des Bermudes étaient perturbées en raison des coupures en électricité affectant environ 25 000 clients dans l'archipel, seule le service téléphonique était disponible,. Une rafale à 189 km/h fut mesurée au Centre des opérations maritimes, 290 pieds (88,4 m) au-dessus du niveau de la mer. Une station météo à Wreck Road, aux Bermudes, signalait toujours un vent soutenu de 105 km/h à 13 h UTC.
Les pompiers furent très occupés durant et après le passage de l'ouragan. Ils ont dû faire de nombreux sauvetages et éteindre des feux causés par les bris électriques. Une femme fut transportée à l'hôpital pour de graves problèmes de santé. Les écoles, l'aéroport  international L.F. Wade, les services publics, les traversiers et plusieurs événements furent fermées ou suspendues pour quelques jours. Il n'y a pas eu de victimes ou de dégâts matériels graves aux Bermudes.
Ailleurs, Paulette a causé de fortes houles le long des côte américaines et des Bahamas. Malgré les avertissements de risque élevé de courant d'arrachement sur le plage par le National Weather Service, un homme de 60 ans s'est noyé en nageant à Lavallette (New Jersey) dans ces conditions.
Le réassureur AON estima en septembre que les dégâts causés par le système était de l'ordre de quelques millions $US.